# 白腹鸫
白腹鸫（学名：Turdus pallidus）属於鸫科鸫属，是广泛分布於东亚和北亚的一种雀鸟。其近缘物种为白眉鸫与灰背鸫。

## 分類
白腹鶇於1789年由德國博物學家約翰·弗里德里希·格梅林在卡爾·林奈的《自然系統》的修訂增補版中正式描述。他將白腹鶇歸於鶇屬（Turdus），並創造了二名法名稱Turdus pallidus.。其學名來自拉丁語，Turdus意指「鶇」，而pallidus則意為「蒼白」或「淺色」。格梅林的描述是基於1783年由英國鳥類學家約翰·萊瑟姆在其多卷本著作《鳥類概述》（A General Synopsis of Birds）中的「白腹鶇」。本物種為單型種，無亞種分化。

## 特征
白腹鸫体长23－25厘米。爪为肉色或浅褐色，喙前部灰色，后部黄色。雄鸟头及喉蓝灰色，胸及胁部灰褐色，上背为浅棕色。飞羽浅棕色，尾羽暗灰色，腹部及尾羽端外侧为白色带，外层两尾羽白色带较宽，翼衬灰或白色。雌鸟外型类似雄鸟，但颜色更为暗淡，头部褐色，喉白且生有细纹。虹膜为褐色。其与白眉鸫和褐头鸫外形相似，主要区别在於白腹鸫缺少浅色眉纹。

## 习性

### 分布
白腹鸫繁殖於中国东北部、日本、朝鲜半岛及远东西伯利亚，在日本主要是分布於对马群岛。白腹鸫在冬季时会迁徙至中国南部、日本中部和韩国越冬，偶尔可迁至云南东南部和台湾，曾有迷鸟在菲律宾被发现。

### 栖息
栖息地包括低地森林、次生植被、公园及花园。白腹鸫生性羞怯，常藏匿于林中。其迁徙时成群结队，常聚集于浆果丰富地区。其食物包括蚯蚓等小虫和树上的果实。

### 鸣叫
其叫声为刺耳的“chuck-chuck”及“see-ip”声，警报时发出粗哑“嘟嘟”声，受驱赶时会发出高亮的“tzee”声。

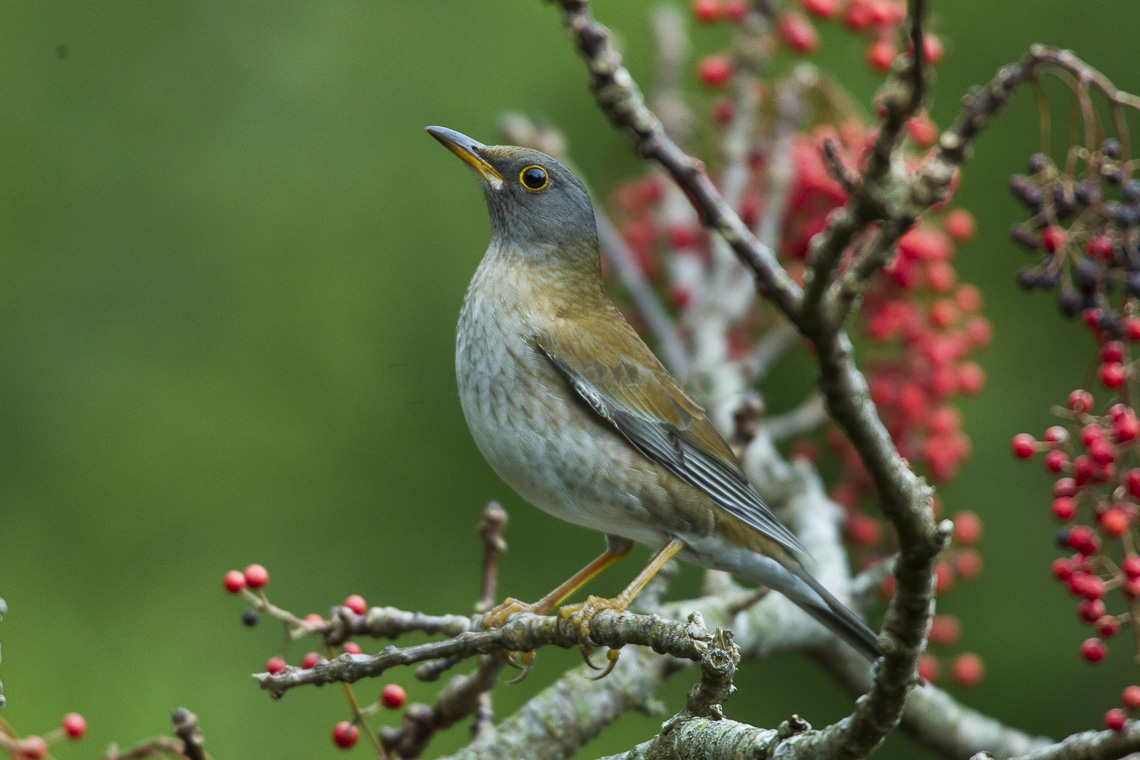
攝於台灣